# Никольск (Колышлейский район)
Никольск — село в Колышлейском районе Пензенской области, входит в состав Плещеевского сельсовета.

## География
Село расположено в 16 км на запад от центра сельсовета села Плещеевка и в 21 км на запад от районного центра посёлка Колышлей.

## История
Основано в 1719–1721 гг. стольником Василием Петровичем Головиным, крестьяне из соседнего с. Мещерского и, вероятно, из Старо-Никольского. В 1738 г. построена церковь во имя Николая Чудотворца, отсюда название. В 1747 г. – «село Никольское, Середники тож, что на Хопре», Завального стана Пензенского уезда капитана Ивана Васильевича Головина, 344 ревизских души – наследство от отца, В. П. Головина. С 1780 г. — в составе Сердобского уезда Саратовской губернии. На карте Генерального межевания 1790 г. показано как «с. Никольск, Средники тож». В 1795 г. село Никольское, Средники тож, гвардии поручика Алексея Васильевича Головина, 164 двора, 750 ревизских душ. В середине 19 в. при селе действовал помещичий винокуренный завод. В 1877 г. — в составе Мещерской волости Сердобского уезда, 183 дворов, церковь, лавка, 2 постоялых двора, 2 ветряные мельницы. В 1911 г. – 294 двора, церковь, земское одноклассное училище (в 1916 г. в нем 74 ученика и учитель), церковноприходская школа, врачебный пункт.
С 1928 года село входило в состав Пановского сельсовета Колышлейского района Балашовского округа Нижне-Волжского края (с 1939 года — в составе Пензенской области). В 1953 г. – центральная усадьба колхоза «Новая жизнь». С 2010 года — в составе Плещеевского сельсовета.

## Население
| 1747  | 1795  | 1859 | 1877  | 1897  | 1911  | 1926  |
| ----- | ----- | ---- | ----- | ----- | ----- | ----- |
| 688   | ↗1500 | ↘952 | ↗1091 | ↗1510 | ↗1976 | ↗2690 |
| 1939  | 1959  | 1979 | 1989  | 1996  | 2002  | 2010  |
| ↘2165 | ↘643  | ↘275 | ↘66   | ↗87   | ↘53   | ↘23   |